# Battaglia di Tewkesbury
La battaglia di Tewkesbury, che ebbe luogo il 4 maggio 1471, è stata una delle battaglie decisive della Guerra delle due rose.
Le forze fedeli al casato di Lancaster vennero completamente sconfitte da quelle del rivale Casato di York guidate dal re Edoardo IV d'Inghilterra. L'erede al trono dei Lancaster, Edoardo principe di Galles, e molti nobili di spicco a lui fedeli vennero uccisi durante la battaglia o fatti prigionieri per poi essere giustiziati. Il re dei Lancaster, Enrico VI, prigioniero nella Torre di Londra, morì in quelle mura. Tewkesbury ripristinò la stabilità politica in Inghilterra almeno fino alla morte di Edoardo nel 1483.

## Guerra delle due rose
Il termine, la Guerra delle due rose, si riferisce al simbolo araldico delle due case rivali di Lancaster e York, che erano in lotta per il potere e per il trono. Nel 1461 Edoardo, Conte di March, fu proclamato re col nome di Edoardo IV e sconfisse nella battaglia di Towton i sostenitori del debole re del partito Lancaster Enrico VI, affetto inoltre da disturbi mentali.
Le rivolte scatenate dai Lancaster nel nord dell'Inghilterra vennero domate nel 1464 e il fuggitivo re Enrico VI fu catturato e imprigionato l'anno successivo. Sua moglie la Regina Margherita d'Angiò e loro figlio tredicenne Edoardo di Westminster furono esiliati in Francia. Il trono di Edoardo IV sembrò temporaneamente sicuro.
Edoardo IV doveva la sua vittoria in larga parte al supporto di suo cugino, il potente Richard Neville, XVI conte di Warwick. L'alleanza tra i due finì quando Edoardo rifiutò il matrimonio diplomatico francese che Warwick gli propose per sposare invece in segreto nel 1464 Elisabetta Woodville.
Quando il matrimonio divenne di dominio pubblico, Edoardo diede molti posti di potere alla famiglia della nuova regina, cariche a cui Warwick aspirava. L'amareggiato Warwick ottenne però il sostegno del fratello di Edoardo IV, Giorgio Plantageneto, I duca di Clarence il quale aspirava ad essere incoronato re al posto di Edoardo.

## Restaurazione di Enrico VI

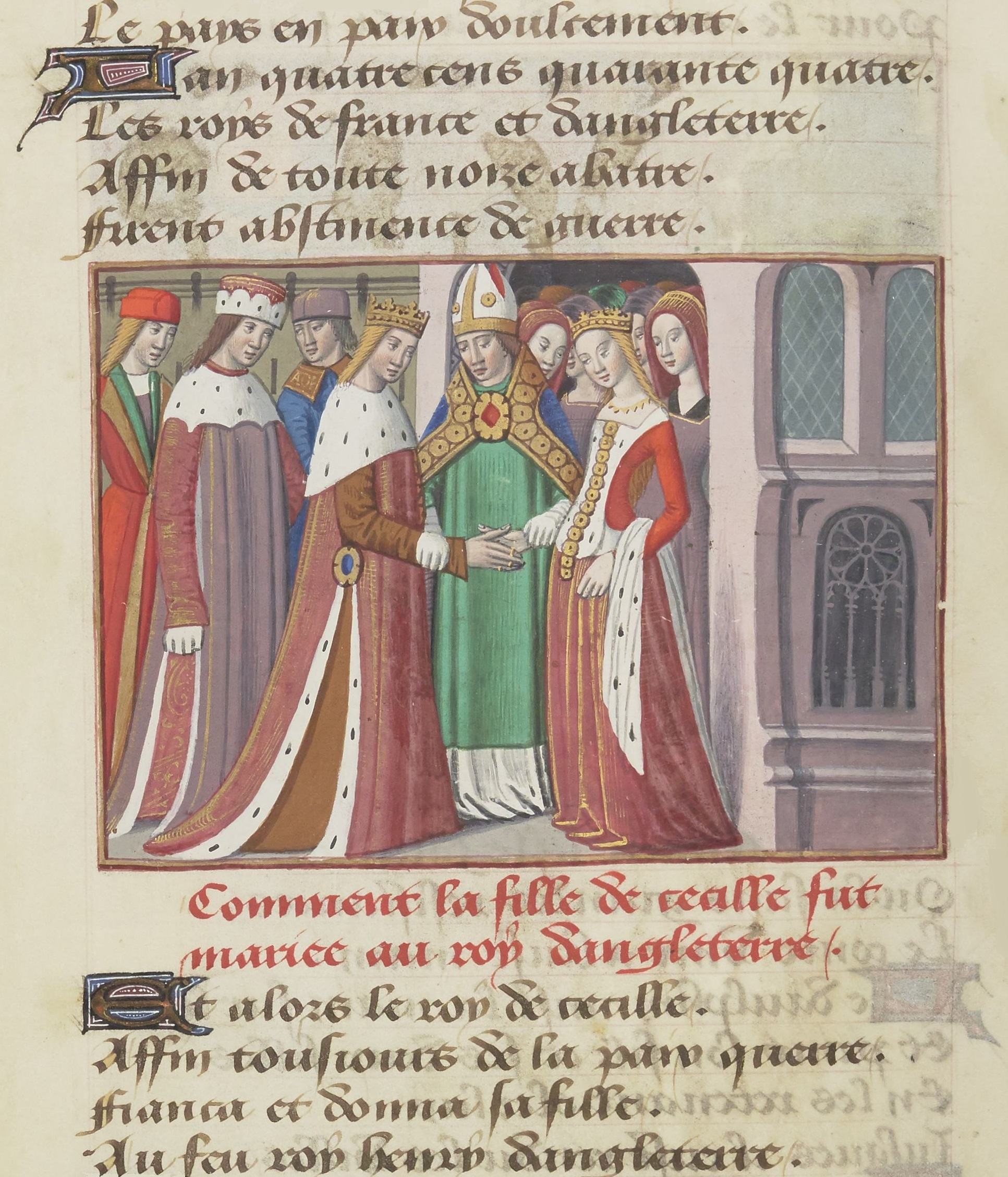
Margherita d'Angiò ed Enrico VI.

Senza alcuna possibilità di una riconciliazione con Edoardo IV di York, la migliore speranza di Warwick di riconquistare il potere in Inghilterra consisteva nel ripristino di Enrico VI di Lancaster al trono.
Luigi XI di Francia temeva l'alleanza tra Carlo il Temerario di Borgogna ed Edoardo IV. Fu quindi pronto a sostenere Warwick con uomini e denaro, ma per dare legittimità a qualsiasi sollevazione di Warwick, fu necessaria l'acquiescenza di Margherita d'Angiò.
Warwick e Margherita in precedenza erano nemici, ma Luigi infine la convinse ad allearsi con Warwick. A Angers, Warwick chiese perdono in ginocchio alla regina per tutti gli errori del passato e venne da lei perdonato. Per suggellare l'alleanza Anna Neville, figlia di Richard, venne promessa sposa al principe Edoardo. Il matrimonio fu celebrato ad Amboise il 13 dicembre, 1470. Margherita comunque non permise al figlio di mettere piede in Inghilterra finché Warwick non avesse creato un governo stabile e reso il paese sicuro per loro.
Warwick arrivò nel Sud-Ovest dell'Inghilterra il 13 settembre 1470, accompagnato da Clarence e alcuni nobili di incrollabile fede Lancastrian, tra cui John de Vere, XV conte di Oxford e Gaspare Tudor, Conte di Pembroke. Mentre Edoardo si diresse a sud per affrontare Warwick, Warwick si rese conto che il fratello John Neville, I marchese di Montagu, che era fino ad allora rimasto fedele agli York, aveva disertato in testa ad un grande esercito nel nord dell'Inghilterra. Edoardo fuggì a King's Lynn dove si imbarcò per le Fiandre accompagnato solo dal suo fratello più giovane, Riccardo di Gloucester, e pochi fedeli seguaci.
A Londra, Warwick liberò re Enrico, lo portò in processione all'Antica cattedrale di San Paolo e lo accompagnò nel palazzo di Westminster.
La posizione di Warwick comunque rimase precaria. La sua alleanza con Luigi di Francia e la sua intenzione di dichiarare guerra alla Borgogna era contraria agli interessi dei commercianti, in quanto minacciava il commercio inglese con le Fiandre e i Paesi Bassi.
Clarence era stato a lungo escluso dal calcolo di Warwick. Nel novembre 1470, il Parlamento dichiarò che il principe Edoardo e i suoi discendenti fossero gli eredi al trono; Clarence sarebbe diventato re solo se la linea di successione Lancaster fosse finita. All'insaputa di Warwick, Clarence segretamente si riconciliò con suo fratello, re Edoardo.

## Lo sbarco di Edoardo e la morte di Warwick

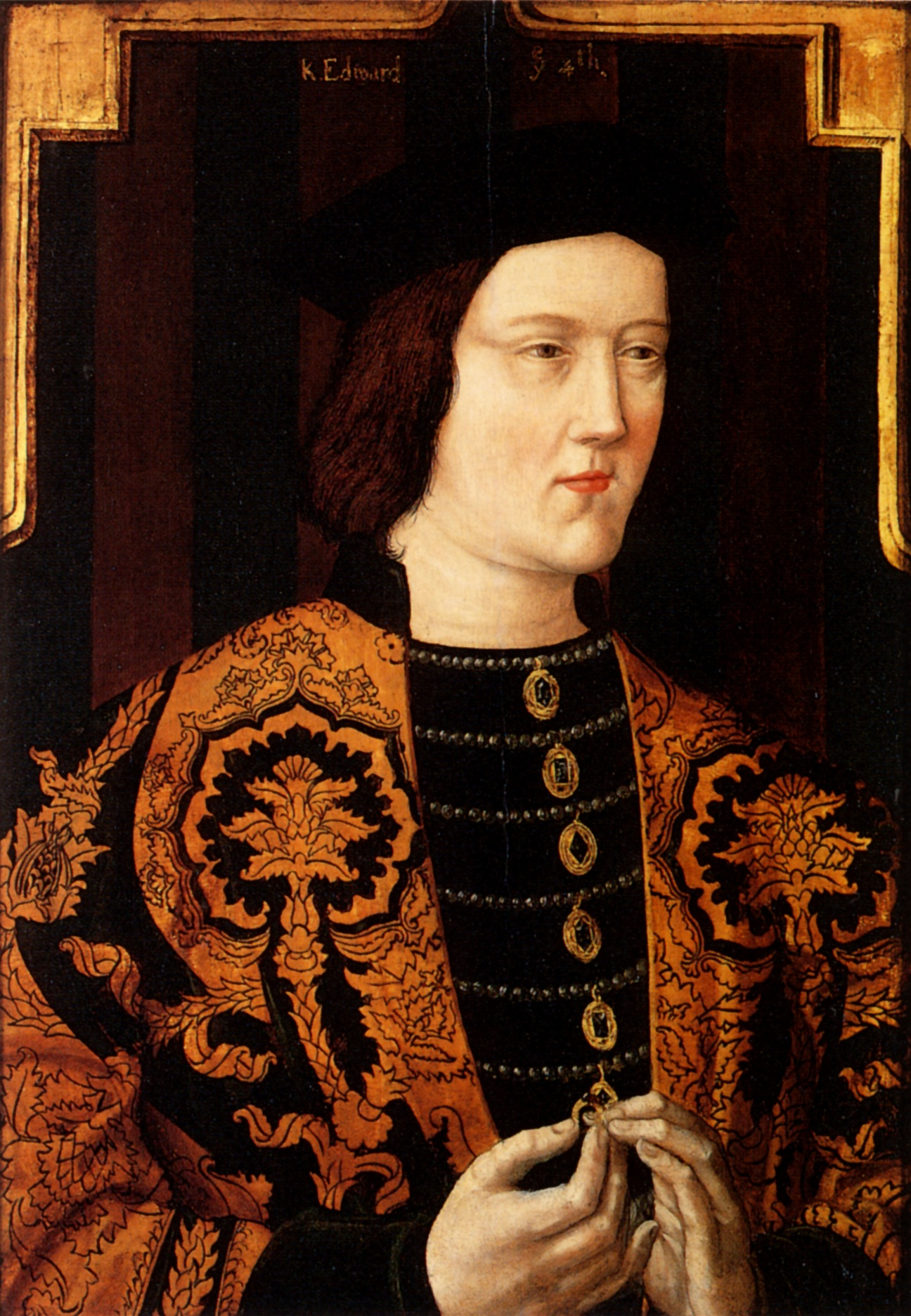
Edoardo IV d'Inghilterra.

Con Richard Neville, conte di Warwick, al potere in Inghilterra, fu il turno di Carlo di Borgogna di temere un'alleanza ostile tra Inghilterra e Francia. In evidente contrasto con Warwick, fornì a re Edoardo denaro (50 000 fiorini), navi e diverse centinaia di uomini. Edoardo IV salpò da Flushing l'11 marzo 1471 con 36 navi e 1 200 uomini. Toccò brevemente la costa inglese a Cromer, ma scoprì che il duca di Norfolk, che avrebbe potuto sostenerlo, era lontano dall'area e che Warwick controllava quella parte del paese. Invece, le sue navi si diressero a Ravenspurn, vicino alla foce del fiume Humber, dove Henry Bolingbroke era sbarcato nel 1399 mentre si recava a reclamare il ducato di Lancaster e infine a deporre Riccardo II.
All'inizio lo sbarco di Edoardo IV fu infausto: le navi furono disperse dal maltempo ei suoi uomini sbarcarono in piccoli distaccamenti su una vasta area il 14 marzo. Il porto di Kingston-upon-Hull si rifiutò di consentire a Edward di entrare, quindi si diresse verso York, sostenendo un po' come Bolingbroke che stava cercando solo la restaurazione del Ducato di York. Quindi iniziò a marciare verso sud. Vicino al castello di Pontefract sfuggì alle truppe del fratello di Warwick, Montagu. Quando Edward raggiunse la città di Warwick, aveva raccolto abbastanza sostenitori per proclamarsi di nuovo re. Il conte di Warwick inviò richieste urgenti affinché la regina Margherita, che stava radunando nuove forze in Francia, si unisse a lui in Inghilterra. Lui stesso era a Coventry, preparandosi a sbarrare la strada a Edoardo per Londra, mentre Montagu si affrettava dietro l'esercito del re.

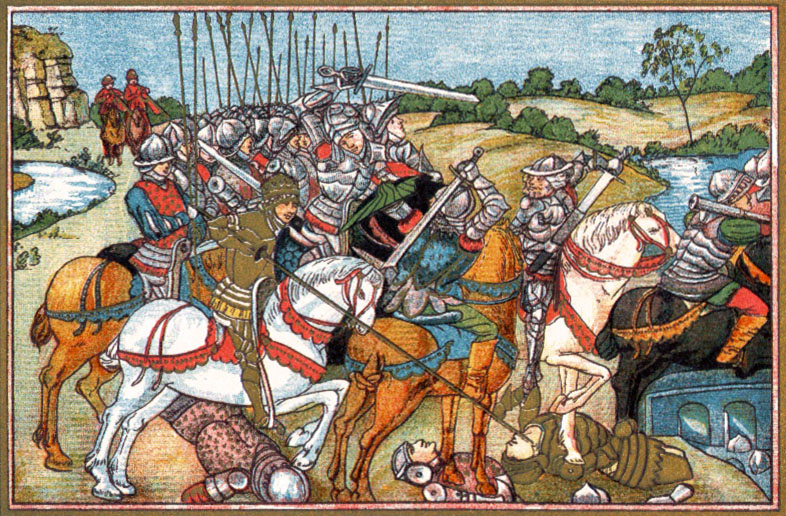
Litografia del 1885 che ritrae la rotta delle truppe di Warwick alla Battaglia di Barnet alla maniera del famoso quadro della Battaglia di San Romano di Paolo Uccello

Edoardo IV, tuttavia, sapeva che Clarence era pronto a cambiare ancora bandiera e tradire Warwick, suo suocero: marciò rapidamente verso ovest e si unì agli uomini di Clarence, che si stavano avvicinando dal Gloucestershire. Clarence fece appello a Warwick affinché si arrendesse, ma Warwick si rifiutò persino di parlargli. L'esercito di Edoardo si diresse rapidamente verso Londra, inseguito da Warwick e Montagu. Si supponeva che Londra fosse difesa dal quarto duca di Somerset, ma questi era assente e la città accolse prontamente Edoardo IV. Lo sfortunato e ormai debole Enrico VI fu rinchiuso nuovamente nella Torre di Londra. Edoardo IV poi ricondusse indietro le truppe per affrontare l'esercito in avvicinamento di Warwick. Il 14 aprile si incontrarono nella battaglia di Barnet. In un combattimento confuso in una fitta nebbia, alcuni dell'esercito di Warwick si attaccarono a vicenda per errore, e alle grida di "Tradimento!" il suo esercito si disintegrò e fu sconfitto. Montagu morì nella battaglia e Richard Neville, conte di Warwick fu abbattuto cercando di raggiungere il suo cavallo per scappare.

## La campagna militare di Tewkesbury
Spinta da Luigi XI, Margherita d'Angiò finalmente salpò il 24 marzo. Le tempeste costrinsero le sue navi a tornare in Francia diverse volte, e lei e il Principe Edoardo di Lancaster finalmente sbarcarono a Weymouth nel Dorsetshire lo stesso giorno in cui fu combattuta la battaglia di Barnet. Mentre Margherita si rifugiava nella vicina abbazia di Cerne, Edmund Beaufort, duca di Somerset, le portò la notizia del disastro di Barnet. Desiderò brevemente di tornare in Francia, ma il Principe Edoardo la convinse a scommettere per la vittoria. Il duca di Somerset e il conte di Devon avevano già radunato un esercito per i Lancaster nel West Country. La loro migliore speranza era marciare verso nord e unire le forze con i Lancaster in Galles, guidati da Jasper Tudor. Si poteva fare affidamento su altre forze dei Lancaster per distrarre re Edoardo: in particolare, una flotta al comando di Thomas Neville si stava preparando a scendere nel Kent, dove i Neville e Warwick, soprattutto, erano sempre stati popolari.

Uno degli Stendardi reali usati da Edoardo IV, esso rappresenta un leone bianco, per i suoi diritti sulla contea di March

A Londra il re Edoardo IV aveva saputo dello sbarco di Margherita d'Angiò solo due giorni dopo il suo arrivo. Sebbene avesse concesso a molti dei suoi sostenitori e alle sue truppe il congedo dopo la vittoria a Barnet, fu comunque in grado di radunare rapidamente una forza consistente a Windsor, appena a ovest di Londra. All'inizio fu difficile determinare le intenzioni di Margherita d'Angiò, poiché le forze Lancaster avevano praticato diverse finte che suggerivano che avrebbero potuto dirigersi direttamente a Londra, salvo poi però dirigersi verso la parte occidentale dell'Inghilterra.
Il 30 aprile l'esercito di Margherita d'Angiò aveva raggiunto Bath, diretto verso il Galles. Si allontanò brevemente per assicurarsi armi, rinforzi e denaro dalla città di Bristol. Lo stesso giorno re Edoardo raggiunse Cirencester. Sentendo che Margherita d'Angiò era a Bristol, si diresse a sud per incontrare il suo esercito. Tuttavia, i Lancaster fecero una finta verso Little Sodbury, a circa 12 miglia (19 km) a nord-est di Bristol. Nelle vicinanze c'era Sodbury Hill, una fortezza collinare dell'età del ferro che era un ovvio punto strategico da conquistare per i Lancaster. Quando gli esploratori York raggiunsero la collina ci fu un aspro combattimento in cui subirono pesanti perdite. Credendo che i Lancaster stessero per offrire battaglia, Edoardo IV fermò temporaneamente il suo esercito mentre i ritardatari lo raggiungevano e il resto poteva riposare dopo la loro rapida marcia da Windsor. Tuttavia, i Lancaster fecero invece un rapido spostamento a nord di notte, passando entro 3 miglia (4,8 km) dall'esercito di Edoardo IV. La mattina del 2 maggio, avevano raggiunto la sicurezza del castello di Berkeley e avevano un vantaggio di 15 miglia (24 km) sugli Yorkisti.
Re Edoardo IV si rese conto che i Lancaster stavano cercando di attraversare il fiume Severn nel Galles. Il punto di passaggio più vicino che potevano usare era la città di Gloucester. Inviò pertanto messaggi urgenti al governatore, Sir Richard Beauchamp, ordinandogli di sbarrare le porte a Margherita d'Angiò e presidiare le difese della città. Quando Margherita d'Angiò arrivò la mattina del 3 maggio, Beauchamp rifiutò la sua convocazione per far passare il suo esercito e si rese conto che non c'era tempo sufficiente per prendere d'assalto la città prima dell'arrivo dell'esercito di Edoardo IV. Invece, il suo esercito fece un'altra marcia forzata di 10 miglia (16 km) verso Tewkesbury, tentando di raggiungere il ponte successivo a Upton-upon-Severn, 7 miglia (11 km) più avanti. Re Edoardo IV nel frattempo aveva marciato per non meno di 31 miglia (50 km), passando per Cheltenham (allora poco più di un villaggio) nel tardo pomeriggio. La giornata era molto calda e sia i Lancaster che l'esercito inseguitore degli Yorkisti erano esausti. I Lancaster furono costretti ad abbandonare parte della loro artiglieria, che fu catturata dai rinforzi Yorkisti provenienti da Gloucester.

## La Battaglia

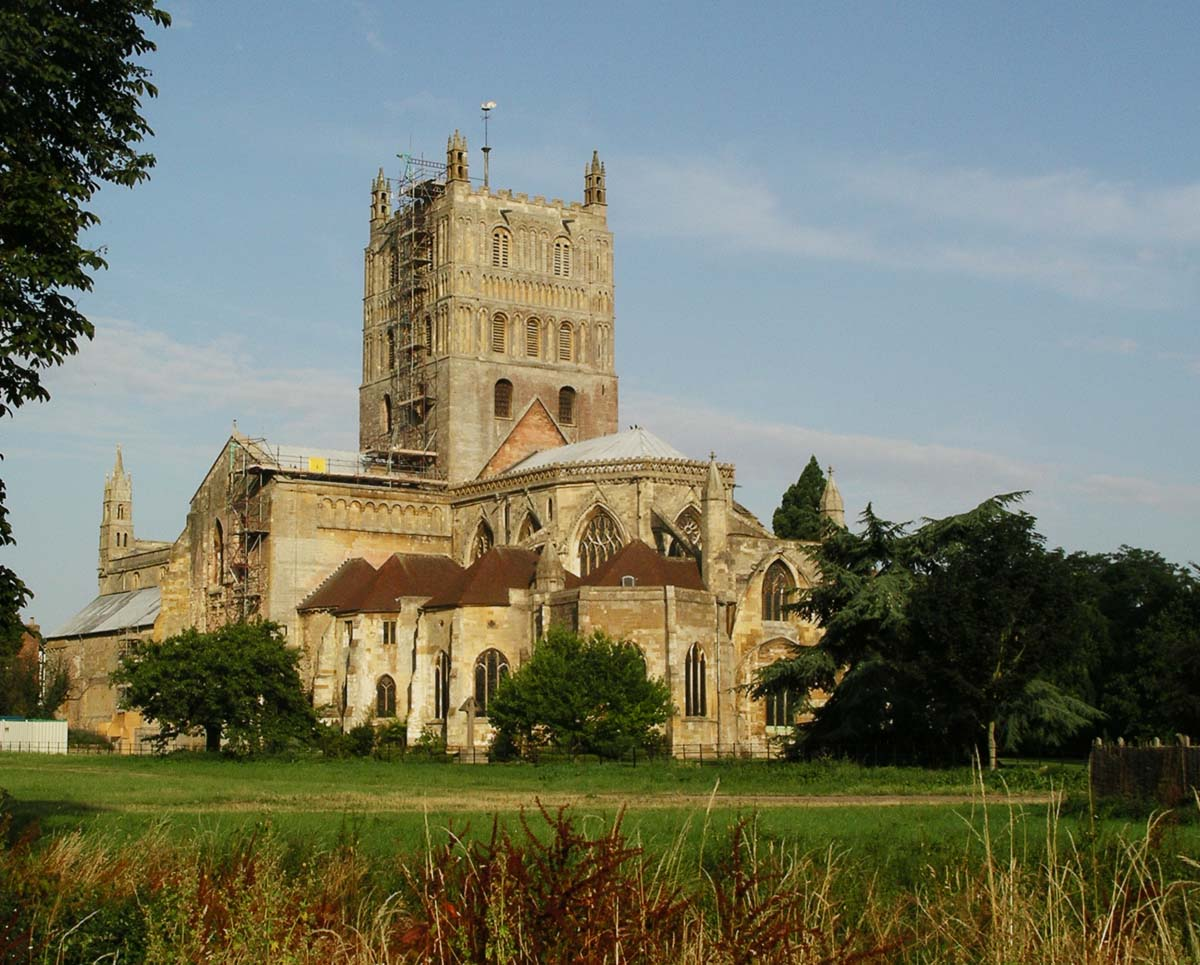
Abbazia di Tewkesbury

### Posizione iniziale delle forze Lancastriane
All'alba del 4 maggio, i Lancaster presero una posizione difensiva un miglio a sud della città di Tewkesbury. Alle loro spalle c'erano i fiumi Avon e Severn. L'abbazia di Tewkesbury era appena dietro il centro dei Lancaster. Una fattoria allora nota come Gobes Hall segnava il centro della posizione dei Lancaster; nelle vicinanze si trovava "l'accampamento di Margherita", terrapieni di età incerta. Si dice che la regina Margherita d'Angiò abbia trascorso la notte a Gobes Hall, prima di rifugiarsi frettolosamente il giorno della battaglia in una casa religiosa a una certa distanza dal campo di battaglia. Il principale punto di forza della posizione dei Lancaster era dato dal terreno antistante, interrotto da siepi, boschi, terrapieni e vicoli stretti; ciò era particolarmente vero alla loro destra.
L'esercito dei Lancaster contava circa 6 000 uomini, probabilmente superando in numero gli York solo di poche centinaia. Come era consuetudine all'epoca, era organizzato in tre battaglie. Quella di destra era comandata dal duca di Somerset; un ruscello, il Colnbrook, scorreva attraverso la sua posizione, rendendo difficile l'attraversamento di parte del terreno. Il centro dei Lancaster era comandato da Lord Wenlock. A differenza degli altri principali comandanti dei Lancaster, Wenlock aveva abbandonato la causa dei Lancaster dopo la Prima battaglia di St Albans, solo per tornare ai Lancaster quando fu privato della Luogotenenza di Calais. Il principe Edoardo era presente con il centro. A 17 anni il principe Edoardo non era estraneo ai campi di battaglia, essendo stato incaricato da sua madre di condannare a morte i prigionieri Yorkisti presi nella seconda battaglia di St Albans, ma gli mancava l'esperienza del comando effettivo. La battaglia di sinistra era comandata dal conte di Devon, un altro devoto Lancaster. La sua ala, e parte del centro, occupavano un basso crinale conosciuto localmente come "Gastons". Un piccolo fiume, lo Swilgate, proteggeva il fianco sinistro del Devon, prima di curvare dietro la posizione dei Lancaster per unirsi all'Avon.

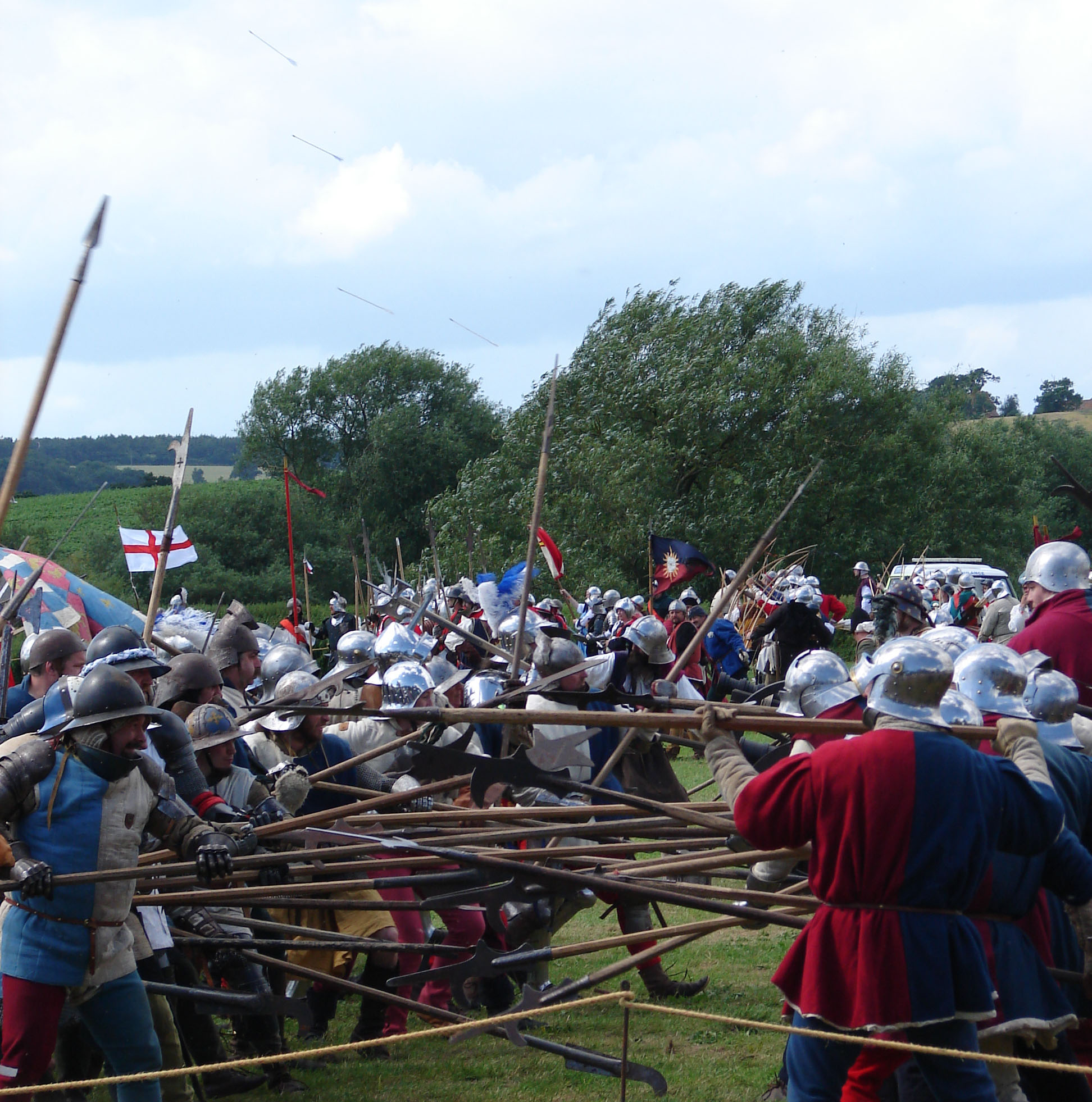
Rievocazione moderna della battaglia durante il Tewkesbury Medieval Festival

### L'avanzata di re Edorardo IV
Gli York contavano circa 5 000-6 000 uomini. Come i Lancaster, re Edoardo IV organizzò il suo esercito in tre battaglie. L'avanguardia di Edoardo IV era comandata dal fratello più giovane, Riccardo, duca di Gloucester. Sebbene avesse solo 18 anni, Richard era già un comandante esperto e aveva guidato una divisione nella battaglia di Barnet. Lo stesso Edoardo IV comandò la battaglia principale, in cui era di stanza anche Clarence. Edoardo IV aveva 29 anni ed era all'apice della sua abilità come soldato. Il suo amico e sostenitore di una vita, Lord Hastings, comandava la retroguardia. Era anche un comandante esperto e, come Riccardo, aveva accompagnato Edoardo IV in esilio nei Paesi Bassi e aveva condotto una battaglia a Barnet.
Sebbene per tradizione l'avanguardia occupasse la destra della linea di battaglia, diversi autori hanno ipotizzato da descrizioni in resoconti quasi contemporanei (come l'Historie of the arrivall of Edward IV) che la divisione di Riccardo di Gloucester prendesse effettivamente posizione a sinistra della divisione di Edoardo IV, o che le divisioni dell'esercito Yorkista avanzarono in linea, con la divisione di Edoardo in testa.
Edoardo IV fece un'altra importante scelta tattica. A sinistra del suo esercito c'era un parco fittamente boscoso: preoccupato che i Lancaster nascosti potessero attaccare da questa direzione, ordinò a 200 lancieri a cavallo di occupare parte dei boschi e impedire ai Lancaster di usarli, o di agire di propria iniziativa se non fossero stati attaccati. Quindi "ha mostrato i suoi stendardi; ha dato fiato alle trombe; ha invocato Dio Onnipotente, la nostra benedetta signora sua madre, Vergine Maria, il glorioso San Giorgio, e tutti i Santi; e avanzò, direttamente sui suoi nemici."

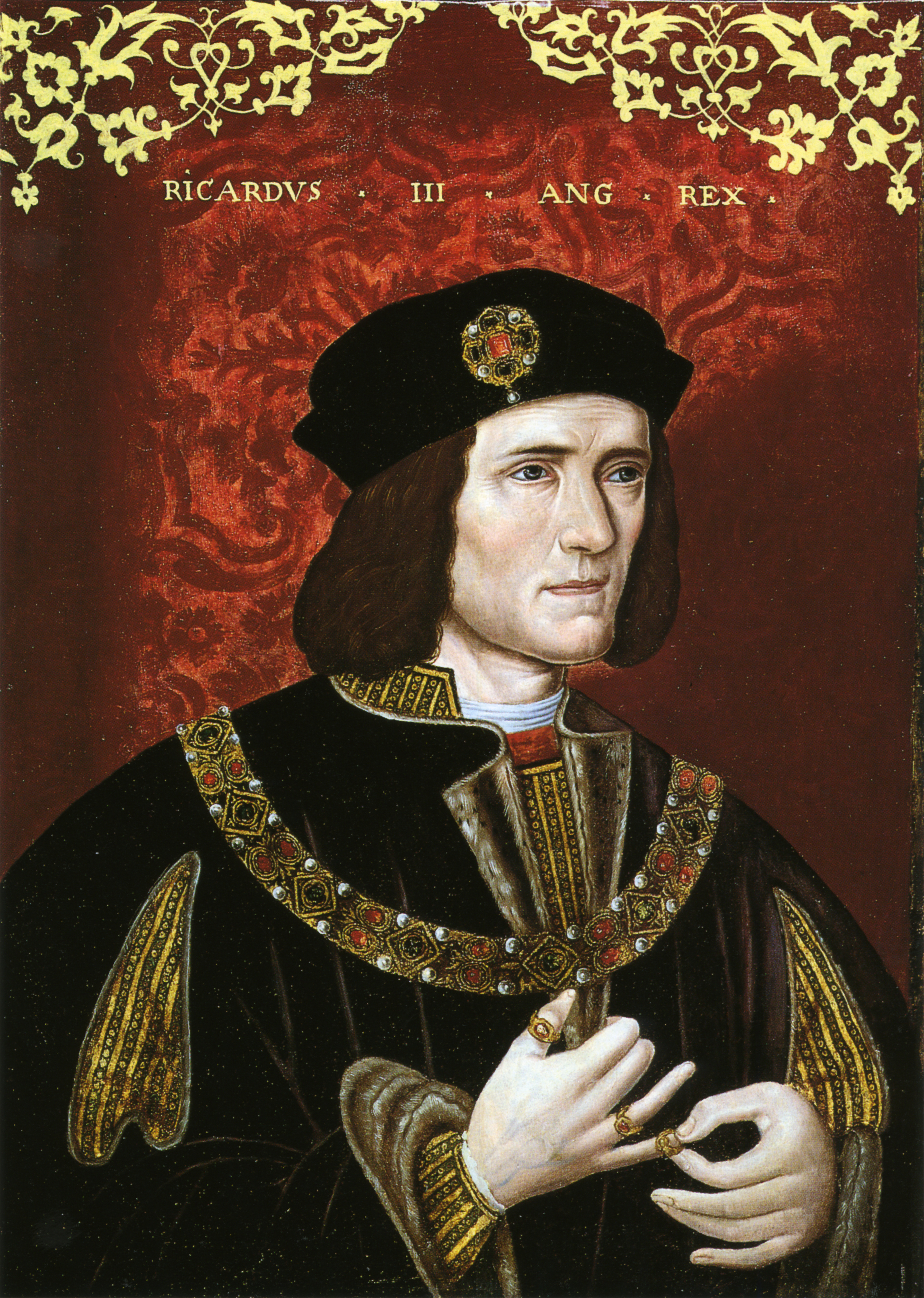
Anonimo, Ritratto di Riccardo III, olio su tavola, fine XVI secolo, National Portrait Gallery, Londra. All'epoca ancora Duca di Gloucester, Riccardo comandava probabilmente l'ala sinistra yorkista.

### Lo scontro
Mentre si muoveva verso la posizione dei Lancaster, l'esercito di re Edoardo IV scoprì che il terreno era così frastagliato da boschi, fossati e argini che era difficile attaccare in qualsiasi tipo di ordine. Tuttavia, gli arcieri e l'artiglieria Yorkisti inondarono i Lancaster di frecce e colpi. Gli York avevano certamente più armi da fuoco dei loro nemici, e apparentemente migliori artiglieri.
O per sfuggire al cannoneggiamento e alla pioggia di frecce o perché vide un'opportunità per aggirare la divisione isolata di re Edoardo IV, il duca di Somerset condusse almeno una parte dei suoi uomini attraverso alcune degli stretti sentieri per attaccare il fianco sinistro di Edoardo. Sebbene colti di sorpresa, gli uomini di Edoardo IV resistettero fermamente, respingendo l'attacco di Somerset tra le siepi e gli argini. Nel momento cruciale, i 200 lancieri, che Edoardo IV aveva precedentemente appostato nei boschi all'estrema sinistra, attaccarono Somerset dal suo fianco destro e dalle retrovie, mentre anche la divisione del duca di Gloucester si univa ai combattimenti.
La divisione di Somerset fu sconfitta e le truppe superstiti cercarono di fuggire attraverso il fiume Severn. La maggior parte di loro venne decimata mentre fuggiva. Il lungo prato a cavallo del Colnbrook che scende al fiume è noto ancora oggi come "Bloody Meadow". Il duca di Somerset galoppò fino da Wenlock, al comando del centro, e chiese di sapere perché Wenlock non lo avesse appoggiato con le sue truppe. Secondo la leggenda (raccontata nella cronaca di Edward Hall, scritta diversi anni dopo anche se da resoconti di prima mano), non aspettò una risposta, ma colpì con un'ascia da battaglia la testa di Wenlock, dalla quale schizzò fuori il cervello, per poi di cercare rifugio nell'Abbazia.
Quando il morale crollò, il resto dell'esercito dei Lancaster cercò di fuggire, ma il torrente Swilgate divenne una barriera mortale. Molti di coloro che riuscirono ad attraversarlo confluirono in un mulino a sud della città di Tewkesbury e in uno sbarramento nella città stessa, dove c'erano attraversamenti sull'Avon. Anche qui molti annegarono o furono uccisi dai loro inseguitori.

## Eventi successivi

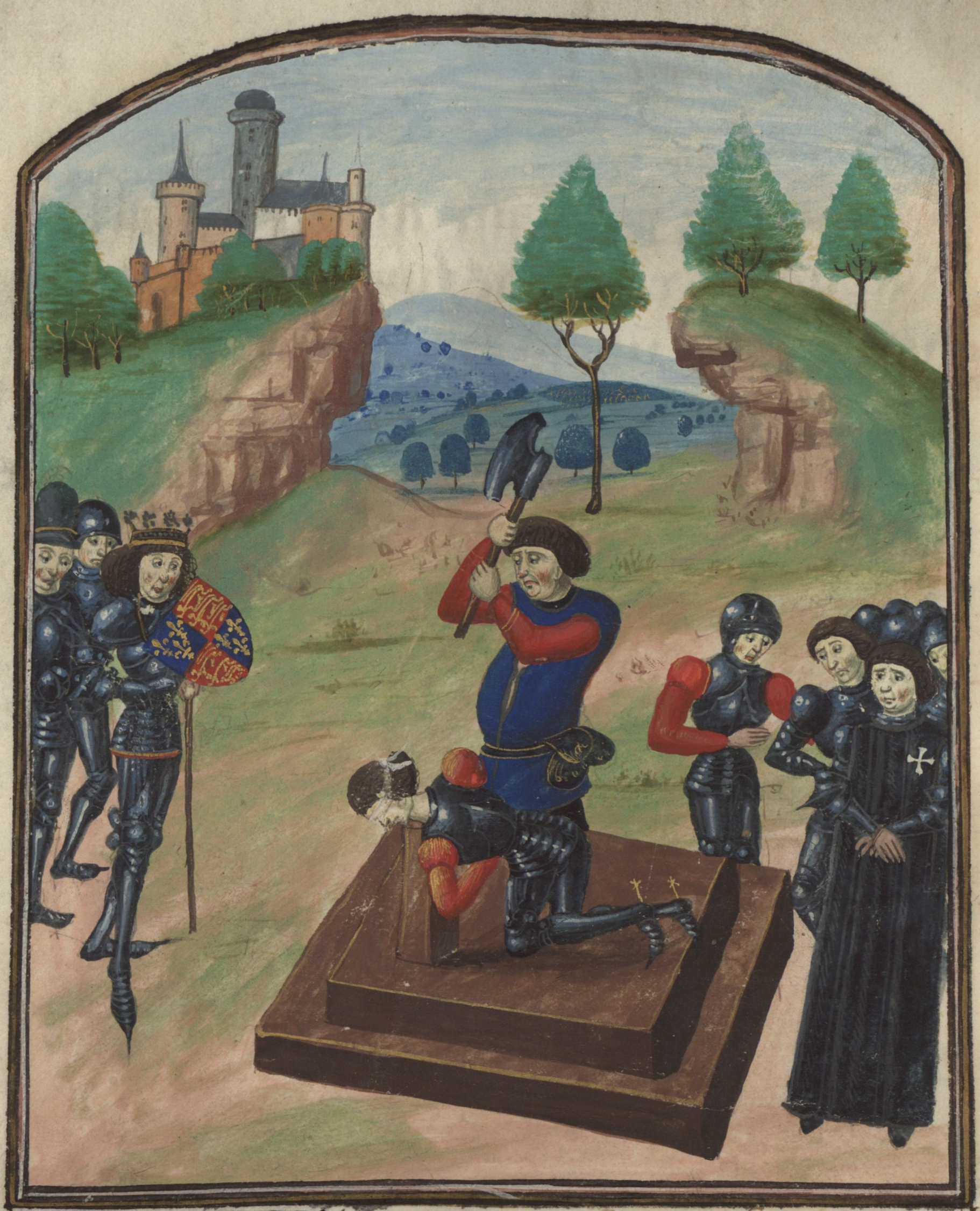
L'esecuzione di Edmund Beaufort due giorni dopo la battaglia

### Dopo la battaglia
Tra i principali Lancaster che morirono sul campo c'erano il fratello minore di Somerset, John Beaufort, marchese di Dorset e il conte di Devon. Il Principe di Galles, Edoardo di Lancaster, fu ucciso sul campo durante la ritirata da alcuni degli uomini della divisione del duca di Clarence, nonostante avesse chiesto aiuto a Clarence stesso, che gli aveva giurato fedeltà in Francia appena un anno prima.
Molti degli altri nobili e cavalieri dei Lancaster cercarono rifugio nell'abbazia di Tewkesbury. Re Edoardo IV partecipò alle preghiere nell'Abbazia poco dopo la battaglia. Permise che il Principe di Galles Edoardo di Lancaster e ad altri uccisi nella battaglia fossero sepolti all'interno dell'Abbazia o altrove nella città senza essere squartati come traditori come era consuetudine. Tuttavia, due giorni dopo la battaglia, il duca di Somerset e altri capi furono trascinati fuori dall'Abbazia e furono messi a morte per ordine del duca di Gloucester e dal duca di Norfolk dopo processi sommari. Tra loro c'erano Hugh Courtenay, cugino dei Conti di Devon, e Sir John Langstrother, priore dell'ordine militare di St. John. L'Abbazia non era ufficialmente un santuario. Doveva essere riconsacrata un mese dopo la battaglia, in seguito alle violenze compiute all'interno del suo recinto.
Pochi giorni dopo la regina Margherita mandò a dire a Edoardo dal suo rifugio che lui era "al suo comando".

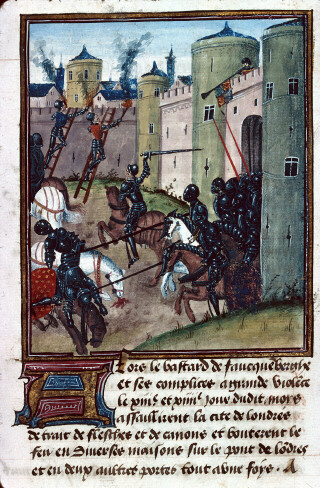
Gli Yorkisti difendono Londra dalle forze di Fauconberg.

### Assedio di Londra del 1471
Re Edoardo IV non fu in grado di riposare dopo la battaglia: i Lancaster sotto Jasper Tudor erano ancora attivi in Galles e nel nord dell'Inghilterra. Edoardo IV si recò a Coventry nelle Midlands per prendere disposizioni contro i Lancaster del nord e del Galles e concedere al suo esercito tre giorni di riposo. La forza Lancaster più pericolosa, tuttavia, era quella comandata dal Bastardo di Fauconberg. Come previsto, era sbarcato a Sandwich e aveva rapidamente reclutato una forza tra i Kentishmen pro-Neville. Insieme ai Lancaster in esilio e ai predoni di diversi paesi, il suo esercito poteva contare in totale su 16 000 o 17 000
Il 14 maggio attaccò Londra da sud. I suoi uomini hanno bruciato parte del sobborgo di Southwark, ma furono respinti al London Bridge. Il giorno successivo, attaccarono Aldgate e Bishopsgate da est. La guarnigione della Torre di Londra, guidata dal conte di Rivers, fratello della regina Elisabetta Woodville e già ferito alla battaglia di Barnet, li respinse. I cittadini contribuirono in maniera determinate alla difesa, più perché interessati a non subire un saccheggio da parte dei Lancaster che per appoggio alla fazione yorkista.
Se Fauconberg fosse riuscito a catturare la città, avrebbe potuto catturare anche la moglie di Edoardo ei loro figli e liberare re Enrico VI dalla Torre. Tuttavia, sentendo che l'esercito di Edoardo IV si stava avvicinando, si ritirò a Sandwich. Come Margherita d'Angiò, si scoraggiò alla notizia della sconfitta a Tewkesbury e della morte del principe Edorardo di Lancaster, e in seguito si arrese piuttosto docilmente con le sue navi. Venne giustiziato cinque mesi dopo dopo aver tentato di evadere dalla custodia.

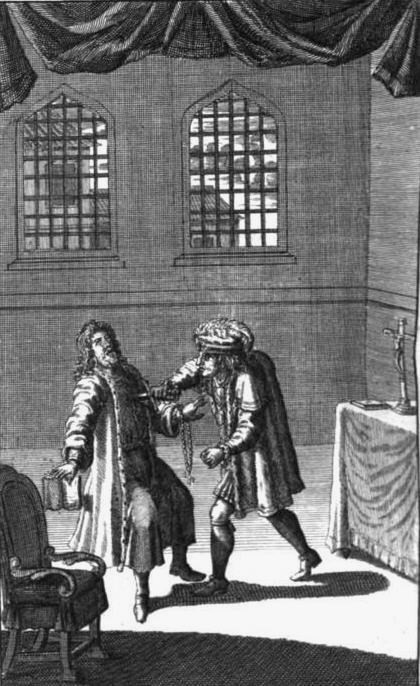
La morte di Enrico VI, illustrazione tratta dall'Enrico VI dell'edizione del Shakespeare's Complete Works di Nicholas Rowe (1709)

### Fine della dinastia Lancaster
Soppresso Fauconberg e i ribelli del Kent, Edoardo IV attraversò trionfante Londra il 21 maggio, con la regina Margherita d'Angiò prigioniera accanto a lui su un carro. Re Enrico VI morì nella Torre di Londra quella notte, per mano o per ordine di Riccardo di Gloucester, secondo diversi resoconti quasi contemporanei. Tuttavia, il racconto più contemporaneo afferma solo che Gloucester era lì "insieme a molti altri" e che l'omicidio fu quasi certamente per ordine del nuovo re, Edoardo IV. La morte del re deposto fu annunciata pubblicamente che era morto "di puro dispiacere e malinconia", ma pochi ci credettero.
Il duca di Gloucester in seguito sposò Anne Neville, la figlia minore di Warwick e la vedova del figlio di Enrico VI e Margherita d'Angiò, Edoardo.
Con la morte di Somerset e di suo fratello minore, la Casa di Beaufort, che erano lontani cugini di Enrico VI e avevano una remota pretesa di succedergli, era stata quasi sterminata. Rimase solo la linea femminile dello zio di Somerset, il primo duca di Somerset, rappresentata da Lady Margaret Beaufort e suo figlio Enrico Tudor (in seguito re Enrico VII). Enrico fuggì dal Galles con Jasper Tudor, suo zio paterno, e rimase in esilio in Bretagna per il resto del regno di Edoardo. L'anno dopo la battaglia di Tewkesbury, tuttavia, Lady Margaret sposò Lord Stanley, uno dei sostenitori di re Edoardo IV, che in seguito si rivoltò contro il fratello dello stesso, Riccardo di Gloucester, quando divenne re come Riccardo III e fu determinante nel mettere Enrico Tudor sul trono.